# Desmiphora ferruginea
Desmiphora ferruginea är en skalbaggsart som först beskrevs av Thomson 1868.  Desmiphora ferruginea ingår i släktet Desmiphora och familjen långhorningar. Inga underarter finns listade i Catalogue of Life.